# Новопокровка (Сєверний район)
Новопокровка (рос. Новопокровка) — присілок у Сєверному районі Новосибірської області Російської Федерації.
Входить до складу муніципального утворення Новотроїцька сільрада. Населення становить 21 особа (2010).

## Історія
Згідно із законом від 2 червня 2004 року органом місцевого самоврядування є Новотроїцька сільрада.

## Населення
| 2002 | 2007 | 2010 |
| ---- | ---- | ---- |
| 22   | ↘18  | ↗21  |